# Anthony Bushell (Schauspieler)
Anthony Bushell (* 19. Mai 1904 in Westerham, Vereinigtes Königreich; † 2. April 1997 in Oxford, Vereinigtes Königreich) war ein britischer Schauspieler bei Bühne, Film und Fernsehen und ein Regisseur bei Film und Fernsehen.

## Leben und Wirken
Bushell besuchte in Oxford die Magdalen College School und das Hertford College. Seine künstlerische Ausbildung erhielt er an der Royal Academy of Dramatic Art und gab seinen Bühneneinstand 1924 in Sardous Stück Diplomacy am Londoner Adelphi Theatre. In den Jahren 1927/28 ging Bushell auf Tournee in die USA mit dem Stück Her Cardboard Lover als Partner der berühmten Kollegin Jeanne Eagels. 1928 lernte er die US-Schauspielerin Zelma O’Neal (1903–1989) kennen, beide heirateten in New York am 22. November 1928. Zu dieser Zeit war Anthony Bushell am Broadway in W. Somerset Maughams The Sacred Flame engagiert gewesen. Der bekannte Kollege George Arliss sah Bushell auf der Bühne und sorgte dafür, dass der junge Kollege aus England die Rolle des Charles Deeford in dem frühen Tonfilm Disraeli bekam.
Bushell blieb die kommenden drei Jahre in Hollywood und reihte dort einen Film an den nächsten. Bis 1932 war er an der Seite so populärer amerikanischer wie europäischer Kollegen wie Erich von Stroheim, Edward G. Robinson, Douglas Fairbanks junior, Myrna Loy und sogar Pola Negri zu sehen. Mit dem Kriegsdrama Journey's End wirkte Bushell 1930 sogar in einem veritablen Filmklassiker mit. Zurück in England, setzte Anthony Bushell 1932 seine Bühnen- wie Filmlaufbahn fort. Hier wurde 1934 das Kostümfilmabenteuer Die scharlachrote Blume, wo er den Sir Andrew Ffoulkes verkörperte, sein berühmtester (und auch erfolgreichster) Vorkriegsfilm. Bei Kriegsbeginn 1939 meldete sich Bushell zu den Waffen, diente bei den Welsh Guards und wurde im Rahmen der Guards Armoured Division an der Spitze einer Panzereinheit eingesetzt. Wieder zurück im Zivilleben, erhielt Bushells Karriere einen Schub, als er den jungen Kollegen Laurence Olivier kennen lernte, den aufstrebenden Stern am Londoner Theaterhimmel.
Olivier engagierte Bushell als seinen General Manager und Produktionsassistenten bei dessen 1947 entstandenen Hamlet-Film, wo Bushell auch kurz vor die Kamera trat. Kurz darauf, 1949, inszenierte Bushell mit der englischen Version des österreichischen Originals Der Engel mit der Posaune, The Angel with the Trumpet, seine erste Kinoarbeit. Zwei weitere Kinofilme (zuletzt 1960 der Hammer-Film Terror der Tongs über einen verbrecherischen, chinesischen Geheimbund mit Christopher Lee als Vorgänger seines späteren Fu Man Chu-Parts) sowie zwischen 1959 und 1962 eine Reihe von Folgen für britische Fernsehserien (darunter Gefährliche Geschäfte, Simon Templar, Geheimauftrag für John Drake und Sir Francis Drake – Der Pirat der Königin, die er auch produzierte) sollten folgen. Bushell blieb aber auch weiterhin Olivier verbunden und half dem berühmten Kollegen immer dann (ungenannt) bei einer Filmregie aus, wenn Regisseur Olivier auch als Star vor der Kamera (wie etwa 1955 in Richard III. und 1956 in Der Prinz und die Tänzerin) agierte.
Seine Hauptbetätigung blieb jedoch die eines Schauspielers auf der Bühne wie vor der Kamera. Dort wurde Bushell immer dann eingesetzt, wenn es galt, ranghohe Offiziere, Diplomaten und Minister sowie Vertreter des Hochadels zu besetzen. So sah man ihn in den 1950er Jahren mal als Major, mal als General, aber auch als König Arthur in dem Ritterfilm Unter schwarzem Visier, als britischer Botschafter in Montevideo, Millington Drake, in der Kriegsepisode des Jahres 1939 Panzerschiff Graf Spee oder als Kapitän der „Carpathia“ in dem Schiffsuntergangsdrama von 1912, Die letzte Nacht der Titanic. Nach seinem endgültigen Rückzug von der Arbeit als Schauspieler und Regisseur (1964) hörte man kaum mehr etwas von Bushell. Eine Zeit lang stand er als Direktor dem Golfclub von Monte Carlo vor.

## Filmografie
- 1929: Disraeli
- 1929: The Show of Shows
- 1930: Journey's End
- 1930: Three Faces East
- 1931: The Royal Bed
- 1931: Chances
- 1931: Spätausgabe (Five Star Final)
- 1932: Um eine Fürstenkrone (A Woman Commands)
- 1932: Shop Angel
- 1932: Vanity Fair
- 1932: Escapade
- 1932: Sally Bishop
- 1932: The Midshipmaid
- 1933: The Ghoul
- 1933: Ich war Spion (I Was a Spy)
- 1933: Channel Crossing
- 1933: Red Wagon
- 1934: Forbidden Territory
- 1934: Die scharlachrote Blume (The Scarlet Pimpernel)
- 1934: Lilies of the Field
- 1935: Admirals All
- 1936: Dusty Ermine
- 1936: Dunkle Geschäfte (Dark Journey)
- 1937: Farewell Again
- 1937: The Angelus
- 1937: The Return of the Scarlet Pimpernel
- 1938: The Rebel Son
- 1939: The Arsenal Stadium Mystery
- 1939: The Lion Has Wings
- 1944: For Those in Peril
- 1948: Hamlet (auch Produktionsassistent)
- 1948: Experten aus dem Hinterzimmer (The Small Back Room) (auch Produktionsleiter)
- 1949: The Angel with the Trumpet
- 1950: Ihr Geheimnis (The Miniver Story)
- 1951: The Long Dark Hall
- 1951: High Treason
- 1952: Who Goes There!
- 1953: The Red Beret
- 1954: Unter schwarzem Visier (The Black Knight)
- 1954: Flammen über Fernost (The Purple Plain)
- 1956: Das schwarze Zelt (The Black Tent)
- 1956: Knotenpunkt Bhowani (Bhowani Junction)
- 1956: Panzerschiff Graf Spee (The Battle of the River Plate)
- 1957: Bitter war der Sieg (Bitter Victory)
- 1957: … denn der Wind kann nicht lesen (The Wind Cannot Read)
- 1958: Die letzte Nacht der Titanic (A Night to Remember)
- 1958–59: Quatermass and the Pit (Fernsehserie)
- 1959: Desert Mice
- 1960: The Queen’s Guards
- 1963: All That Jazz (Folge einer TV-Serie)
- 1964: Studio '64: The Crunch (Folge einer TV-Serie)

als Film- und Fernsehregisseur:
- 1949: The Angel with the Trumpet
- 1950: The Long Dark Hall (Co-Regie)
- 1959: Gefährliche Geschäfte (The Third Man) (TV-Serie)
- 1960: The Valiant Years (TV-Dokumentation)
- 1960: Terror der Tongs (The Terror of the Tongs)
- 1961–62: Sir Francis Drake – Der Pirat der Königin (Sir Francis Drake)